# Мори, Луи Фердинанд Альфред
Луи Фердинанд Альфред Мори (фр. Louis Ferdinand Alfred Maury; 23 марта 1817 — 11 февраля 1892) — французский учёный.

## Биография
С 1836 года Мори работал в центральных библиотеках Франции — Национальной библиотеке, Библиотеке Французской академии, Библиотеке Тюильри, изучая и систематизируя преимущественно материалы по археологии, истории права и медицины, латыни и древнегреческому. В 1858—1866 гг. был непосредственным помощником Наполеона III, решившего лично написать «Историю Юлия Цезаря».
С 1862 года профессор Коллеж де Франс, с 1868 г. генеральный директор Государственных Архивов.
Издал после смерти Кларака
последние выпуски его труда «Musée de sculpture antique et moderne» — описания наиболее важных скульптурных памятников (мраморных и бронзовых), хранящихся в главных европейских музеях.

## Труды
Наследие Мори весьма разнообразно. Первые его научные труды, «Феи в Средние века» (фр. Les Fées au Moyen Âge) и «История церковных преданий в Средние века» (фр. Histoire des légendes pieuses au Moyen Âge), были опубликованы в 1843 г. и содержали ряд свежих идей; в 1896 г. они были переизданы, с различными дополнениями, под общим названием «Верования и предания Средних веков» (фр. Croyances et legendes du Moyen Âge). Тему истории религии развивали такие книги, как «История древнегреческих верований от зарождения до их окончательного формирования» (фр. Histoire des religions de la Grèce antique depuis leur origine jusqu’à leur complète constitution; 3 тома, 1857—1859) и «Магия и астрология в древности и в Средние века» (фр. La magie et l’astrologie dans l’Antiquité et au Moyen Âge; 1860). Помимо этого, Мори писал по проблемам географии и геологии: в частности, его книга «Земля и человек, или Исторический очерк общей геологии, географии и этнологии» (фр. La Terre et l’Homme ou Aperçu historique de géologie, de géographie et d’ethnologie générale; 1854) была предназначена на роль вступления к «Всеобщей истории» Виктора Дюрюи. К этой же теме примыкала и книга разысканий о лесных массивах древней Галлии (фр. Recherches historiques et géographiques sur les grandes forêts de la Gaule et de l’ancienne France; 1848).

## Переводы на русский язык
- Сон и сновидения / пер. с франц. — М: Тип. Грачева и ко, 1867.